# Matthew Leitch
Matthew "Matt" Leitch (Londres, 19 de marzo de 1975) es un actor británico, más conocido por haber interpretado a Floyd Talbert en la miniserie Band of Brothers.

## Carrera
En 1998 se unió al elenco de la serie Renford Rejects, donde interpretó al entrenador Stewart Jackson hasta 2000, luego de finalizar la tercera temporada. 
En 2001 se unió al elenco principal de la exitosa y aclamada miniserie Band of Brothers, donde dio vida al sargento primero Floyd "Tab" Talbert. En 2002 apareció en un comercial televisivo para el periódico "The Times". También apareció en un comercial para "Warburton". En 2006 apareció como invitado en la serie Genie in the House, donde interpretó a Mamoun en el episodio "Cuckoo"; más tarde apareció en la serie en 2009 interpretando a Morrison Lord durante el episodio "Max Actor". En 2008 obtuvo un pequeño papel en la película The Dark Knight, donde interpretó a un prisionero en uno de los ferry.
En 2011 apareció como invitado en la serie Strike Back: Project Dawn, donde interpretó al sargento Kennedy. En 2012 se unió al elenco de la película Red Tails, donde interpretó al teniente David Long.

## Filmografía

### Series de televisión
| Año         | Serie                     | Personaje                | Notas                           |
| ----------- | ------------------------- | ------------------------ | ------------------------------- |
| 2013        | Which Is Witch            | Archie                   | episodio "Furious Gilbert"      |
| 2011        | Strike Back: Project Dawn | Sgt. Kennedy             | 2 episodios                     |
| 2009        | Genie in the House        | Morrison Lord            | episodio "Max Actor"            |
| 2003        | Mile High                 | Rob                      | episodio # 1.10                 |
| 2003        | Star                      | Dylan                    | episodio "The Curse of Bradley" |
| 2001        | Band of Brothers          | Sgt. Floyd "Tab" Talbert | 10 episodios                    |
| 1998 - 2000 | Renford Rejects           | Stewart Jackson          | 23 episodios                    |
| 1997        | Miami 7                   | Robert                   | episodio "The Man from E.M.I."  |

### Películas
| Año  | Título            | Personaje      | Notas |
| ---- | ----------------- | -------------- | --- |
| 2015 | Country of Hotels | Roger          | junto a Siobhan Hewlett, Olegar Fedoro, Michael Laurence & Eugenia Caruso                                           |
| 2012 | Red Tails         | Lt. David Long | junto a Terrence Howard, Cuba Gooding Jr., Nate Parker, David Oyelowo, Tristan Wilds, Ne-Yo & Elijah Kelley         |
| 2009 | Sabor tropical    | Brian          | junto a Jose Rosete, Jorge Ameer, Jean Carlos London y Torie Tyson                                                  |
| 2008 | The Dark Knight   | Prisionero     | junto a Christian Bale, Heath Ledger, Aaron Eckhart, Michael Caine, Maggie Gyllenhaal, Gary Oldman & Morgan Freeman |
| 2002 | AKA               | Dean Page      | junto a Bill Nighy, Blake Ritson, Geoff Bell y Lindsey Coulson                                                      |

### Director, productor y escritor
| Año  | Título         | Notas                                 |
| ---- | -------------- | ------------------------------------- |
| 2013 | Jean et Jim    | corto, escritor y productor ejecutivo |
| 2010 | Life Like Fire | corto, director                       |
| 2009 | Sabor tropical | productor ejecutivo                   |